# Premios ACACV
El Premio Soto es un premio cinematográfico otorgado anualmente por la Academia de Ciencias y Artes Cinematográficas de Venezuela en diversas categorías, como reconocimiento a las mejores películas venezolanas desde el año 2018. Los premios son entregados en una ceremonia pública.
Se toman en cuenta las películas que hubieran sido estrenadas entre enero y diciembre del año anterior en que se hace la votación.
La primera entrega se realizó el 19 de junio de 2018 en el Centro Cultural Choco.
Son considerados los equivalentes al Premio Óscar (Estados Unidos), Premio Ariel (México) o a los Premios Goya (España), etcétera.

## Reglamento
Películas que participan
Todos los filmes nacionales de largometraje estrenadas en Venezuela en salas comerciales y con taquilla abierta al público, entre el 1 de enero y el 31 de diciembre de cada año,
Personas que lo reciben
El premio corresponderá a la o las persona que figuren como máximos responsables, en la respectiva especialidad en los títulos de crédito de las películas. El de Mejor Película corresponderá al productor, el de Mejor Opera Prima y Película Documental al director.
Votaciones
Son secretas y se hacen en dos fases. En la primera se eligen tres nominaciones por categoría, en la cual participan los miembros de la Academia con derecho a voto a través de la plataforma VEOACACV, respaldada por EGEDA.
En la segunda fase los Miembros de la Academia con derecho a voto eligen los ganadores entre quienes hayan sido nominados.
Premio de honor
Es el que se concede para la labor de toda una vida o para aquellos trabajos, relacionados con la producción cinematográfica,

## Categorías premiadas
- Mejor Película de Ficción
- Mejor Película Documental
- Mejor Ópera Prima (desde 2019)
- Mejor Dirección
- Mejor Actriz Principal
- Mejor Actor Principal
- Mejor Actriz de Reparto
- Mejor Actor de Reparto
- Mejor Guion
- Mejor Dirección de Fotografía
- Mejor Montaje
- Mejor Música Original
- Mejor Sonido Directo (desde 2019)
- Mejor Mezcla de Sonido (desde 2019)
- Mejor Dirección de Arte
- Mejor Vestuario
- Mejor Maquillaje y Peluquería (desde 2019)
- Mejor Cortometraje (desde 2020)

## Premios de cada edición
| Años               |
| 2018 · 2019 · 2020 |

## Otros premios de cine. Las Academias
- Premios Óscar de la Academia de las Artes y las Ciencias Cinematográficas de Hollywood
- Premios Ariel de la Academia Mexicana de Artes y Ciencias Cinematográficas
- Premios BAFTA de la Academia Británica de las Artes Cinematográficas y de la Televisión
- Premios César de la Academia de las artes y técnicas del cine de Francia
- Premios David de Donatello de la Academia del Cine Italiano
- Premios Goya de la Academia de las Artes y las Ciencias Cinematográficas de España
- Premios Macondo de la Academia Colombiana de Artes y Ciencias Cinematográficas
- Premios Sur de la Academia de las Artes y Ciencias Cinematográficas de la Argentina
- Gran Premio del Cine Brasileño de la Academia Brasileña de Cine